# Puliciphora myrmecophila
Puliciphora myrmecophila är en tvåvingeart som beskrevs av Charles Thomas Brues 1925. Puliciphora myrmecophila ingår i släktet Puliciphora och familjen puckelflugor. Inga underarter finns listade i Catalogue of Life.